# Ben Wallace (basketballspiller)
 For alternative betydninger, se Ben Wallace. (Se også artikler, som begynder med Ben Wallace)
Ben Camey Wallace (født 10. september 1974) er en amerikansk tidligere professionel basketballspiller. Han holder delt rekorden for spilleren som har vundet Defensive Player of the Year flest gange med fire, og anses af mange som den bedste undrafted spiller i NBA's historie.
Fra universitetet hvor han både spillede amerikansk fodbold og basketball trådte han ind i NBA som undrafted for at spille for Washington Bullets. Senere hen spillede han for Orlando Magic og Detroit Pistons med hvem han i 2004 vandt NBA-finalen mod Los Angeles Lakers. I sæsonen 2006-2007 skiftede han til Chicago Bulls. Han har desuden spillet for Cleveland Cavaliers og Detroit Pistons. Han er blevet kåret til årets forsvarsspiller fire gange.

## Klubber
- 1996-1999: Washington Wizards
- 1999-2000: Orlando Magic
- 2000-2006: Detroit Pistons
- 2006-2008: Chicago Bulls
- 2008-2009: Cleveland Cavaliers
- 2009-: Detroit Pistons